# Relations entre l'Algérie et l'Ukraine
Les relations entre l'Algérie et l'Ukraine (Ukrainien : українсько-алжирські відносини) (Russe: украинско–алжирские отношения) se réfèrent aux relations bilatérales entre les deux pays, l'Algérie et l'Ukraine. Les deux pays sont membres de l'Organisation des Nations unies (ONU), et du Conseil international des monuments et des sites.

## Présentation

### Représentations officielles
L'Ukraine a une ambassade à Alger, et l'Algérie a une ambassade à Kiev.

### Comparaison entre les deux pays
|                                   | Algérie                        | Ukraine                        |
| --------------------------------- | ------------------------------ | ------------------------------ |
| Superficie (km²)                  | 2 381 741                      | 603 700                        |
| Population                        | 45 497 721                     | 43 238 755                     |
| Densité de population (hab./km²)  | 15                             | 75,7                           |
| Capitale                          | Alger                          | Kiev                           |
| Plus grande ville                 | Alger (2 947 446)              | Kiev (2 814 258)               |
| Gouvernement                      | République semi-présidentielle | République semi-présidentielle |
| Langue officielle                 | Arabe, Berbère                 | Ukrainien                      |
| PIB (nominal) millions de dollars | 183 415                        | 162 850                        |
| PIB (PPA) millions de dollars     | 233 098                        | 336 851                        |
| PIB (nominal) par habitant US$    | 4 477                          | 3 002                          |
| PIB (PPA) par habitant US$        | 7 200                          | 7 200                          |
| IDH                               | 0,754                          | 0,796                          |

### Visites
| Année | En Algérie                                                     | En Ukraine                                   |
| ----- | -------------------------------------------------------------- | -------------------------------------------- |
| 1993  | V.Lipatov, Vice-Ministre des Affaires Étrangéres d’Ukraine.    |                                              |
| 1999  | Borys Tarassiouk, Ministre des Affaires Étrangéres d’Ukraine.  |                                              |
| 2002  | Anatoliy Zlenko, Ministre des Affaires Étrangéres d’Ukraine.   |                                              |
| 2007  |                                                                | Ahmed Gaïd Salah, chef d'état-major de l'ANP |
| 2008  | Iouriï Iekhanourov, Ministre de la Défense d’Ukraine.          |                                              |
| 2010  | Taras Chornovil, avec sa délégation parlementaire ukrainienne. |                                              |

### Cadre juridique
Tous les accords qui ont été signés par les deux pays:
- En 1993 :
  - En avril à Alger, un protocole des consultations politiques entre le Ministère des affaires étrangères de l’Ukraine et de l’Algérie.
  - le 1er juillet à Kiev, un accord de coopération commerciale entre l’Ukraine et l’Algérie.
- En 1997 : le 30 septembre à Kiev, un accord de partenariat et de coopération entre la Chambre du commerce et de l’industrie de l’Ukraine et la Chambre nationale du commerce de l’Algérie.
- En 2002 : le 14 décembre à Alger, Convention entre le Gouvernement de l’Ukraine et le Gouvernement algérien sur l’évitement de la double imposition des revenus et des biens et de la prévention des fraudes fiscales.
- En 2005 :
  - En avril à Alger, un accord de coopération entre l’Union des industriels et des entrepreneurs de l’Ukraine et le Forum des chefs d’entreprises de l’Algérie.
  - En mai à Boumerdès, un accord de partenariat, de coopération et d'échange scientifique entre l’institut polytechnique de Kiev « KPI » et l’Université M'Hamed Bougara. et un autre accord d'activité commune dans le cadre du projet « Intellect » entre l’Institut des technologies économes d’énergie et du management d’énergie du « KPI » et le Laboratoire de recherches scientifiques de l’électrification des entreprises industrielles de l’Université M'Hamed Bougara.
  - En décembre à Alger, un protocole et un memorandum des intentions et de la coopération entre l’Agence spatiale nationale d'Ukraine et l’Agence spatiale algérienne. en février 2006 à Kiev, un accord de partenariat, de coopération et d’échange scientifique est signé entre les deux établissements.
- En 2006 :
  - Le 24 avril en Algérie, un accord de partenariat sur la participation aux appels d’offres en Algérie entre la compagnie ukrainienne « Mostobud »  et l’Entreprise publique des travaux publics algérienne.
  - le 4 novembre à Lugansk,un accord de coopération internationale entre l’Université nationale d’Ukraine orientale de Lugansk et l’Université M. Bougara. Et le 27 mars 2007 à Ghardaïa, un accord de partenariat, de coopération et d’échange scientifique entre l’Université nationale du pétrole et du gaz de la ville de Ivano-Frankivsk et l’Université M. Bougara.
- En 2008 :
  - Un accord cadre entre le Gouvernement de l’Ukraine et le Gouvernement algérien pour la coopération dans le domaine de la recherche spatiale et l’utilisation de l’espace à des fins pacifiques (signé le 5 décembre 2007 à Alger, approuvé par l’arrêté du Cabinet des ministres de l’Ukraine № 964 du 05.11.2008).
  - Un accord entre le cabinet des ministres de l’Ukraine et le Gouvernement algérien de la coopération militaro-technique (signé le 8 avril 2008 à Alger, ratifié par le Parlement ukrainien le 1er octobre 2008, la Loi de l’Ukraine № 613-VI, signé par le Président de l’Ukraine Viktor Iouchtchenko le 14 octobre 2008).
  - Le 8 avril à Alger, un accord entre le Cabinet des ministres de l’Ukraine et le Gouvernement Algérien sur la protection des informations secrètes.

## Historique des relations entre l'Algérie et l'Ukraine

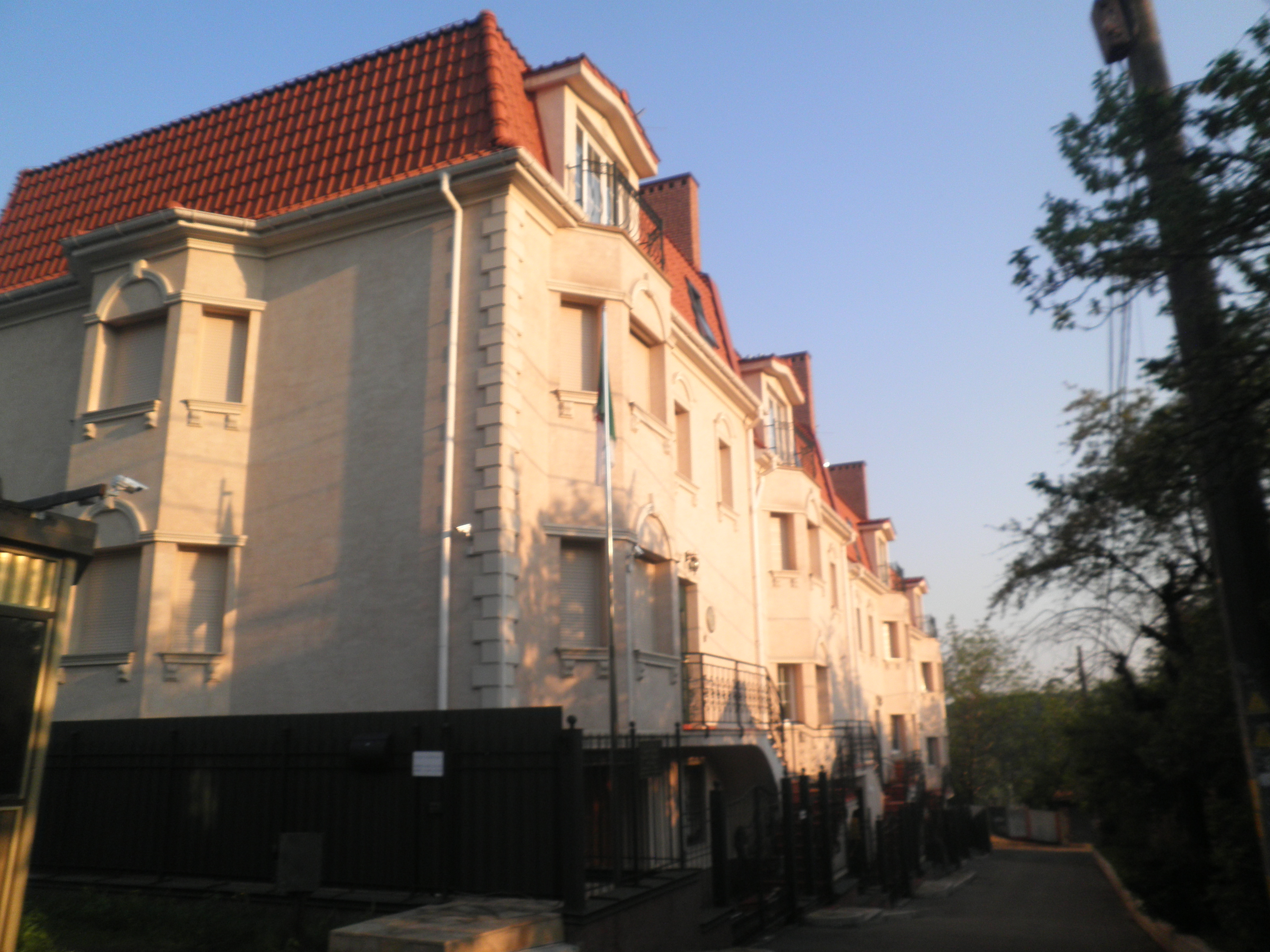
Ambassade d'Algérie en Ukraine

L'URSS été l'un des principaux partisans de l’indépendance de l’Algérie, les liens économiques entre la République socialiste soviétique d'Ukraine et l'Algérie étaient assez importants, car une grande partie des industries soviétiques (en particulier, de l'industrie aérospatiale), ainsi que le principal port d'Odessa sont situés en Ukraine.
Après que l'Ukraine a eu son indépendance, des liens économiques entre les deux pays ont continué d'exister. Le 27 décembre 1991, l’Algérie a reconnu l’indépendance ukrainienne, et le 20 août 1992 un protocole sur l’établissement des relations diplomatiques entre les deux pays a été signé. Une ambassade ukrainienne est installée à Alger en 1999.
Au début des années 2000, l'Algérie et l'Égypte sont les deux plus importants partenaires commerciaux de l'Ukraine dans la région de l'Afrique et du Moyen-Orient.
Le montant des échanges commerciaux entre l’Algérie et l’Ukraine était à hauteur de 360 millions de dollars en 2020, contre 620 millions de dollars en 2019. L’Ukraine a exporté en 2020 vers l’Algérie du blé et d’autres céréales pour une valeur de 150 millions de dollars.

## Coopération ukraino-algérienne

### Coopération culturelle
En 2011, l'Ukraine a pris part pour la première fois au salon international du livre d'Alger (16e édition).
Le 31 mars 2012, l'orchestre symphonique national d'Algérie donne un concert dans la salle du Conservatoire national d'Ukraine à Kiev, sous la direction du maestro ukrainien Vladimir Sheiko et du maestro algérien Rachid Saouli.
Le 16 mai 2012,  deux concerts sont organisés dans le palais de la culture "Moufdi Zakaria" à Alger et  17 mai à la Maison de la Culture "Ould Abderrahmane Kaki" à Mostaganem, dirigés par le Maestro Ukrainien Volodymyr Sheiko.

### Coopération militaire
L'Ukraine est un important fournisseur de plusieurs types d'armes pour l'Algérie, les armes d'origine ukrainienne sont fournies par la société ukrainienne d'exportation d'armement Ukrspetseksport. 
L'Algérie a des missiles pour chasseurs de combat, des hélicoptères (Mi-24), des Tanks (T-72), des Mig-29 (l'armée algérienne en a acheté 5 d'occasion), des véhicules blindés de transport de troupes BMP-2.
En 2007 le chef d'état-major de l'ANP, le général de corps d'armée Ahmed Gaïd Salah est en visite en Ukraine accompagné d’une délégation militaire algérienne, pour un dialogue du développement de la coopération militaire bilatérale.
En avril 2008, lors de la visite de Iouriï Iekhanourov le ministre de la défense de la république d´Ukraine, un accord de coopération bilatérale technico-militaire a été signé avec le ministre de la défense algérien Abdelmalek Guenaizia.

## Guerre russo-ukrainienne
Le 5 mars 2022, l’ambassade d'Algérie à Kiev a annoncé la suspension temporaire de tous ses et services et activités dues aux conditions de sécurité en Ukraine.
L'Algérie a décidé le 26 février 2023 de rouvrir son ambassade à Kiev, fermée depuis l'invasion russe de l'Ukraine le 24 février 2022. Le ministère algérien des Affaires étrangères et de la Communauté nationale à l’étranger a précisé dans un communiqué rendu public que « « cette décision intervient dans le cadre de la sauvegarde des intérêts de l’Etat algérien dans ce pays ainsi que ceux de la communauté nationale ».
En juillet 2023, dans une interview accordée à la chaîne d'information Al Jazeera, le président algérien Abdelmadjid Tebboune à répondu à une question concernant la demande faite à l'Algérie par le Haut représentant de l'Union européenne (UE) pour les Affaires étrangères et la politique de sécurité, Josep Borrell pour servir de médiateur dans la crise ukrainienne que : « Nous espérons que les deux parties au conflit acceptent la médiation. Nous avons déjà fait une tentative à la tête d'une délégation arabe présidée par la Ligue arabe mais cela n'a malheureusement pas abouti ».
Le 26 mai 2024, le président ukrainien Volodymyr Zelensky a envoyé une lettre au président algérien Abdelmadjid Tebboune, par l’intermédiaire de l’ambassadeur ukrainien en Algérie, Maxim Sobh, qui a effectué une visite d’adieu après la fin de ses fonctions en Algérie. Rien n'a filtré sur le contenu de cette lettre.